# Gordons räka
Gordons räka (Caridion gordoni) är en kräftdjursart som först beskrevs av Charles Spence Bate 1858.  Gordons räka ingår i släktet Caridion och familjen Hippolytidae. Arten är reproducerande i Sverige. Inga underarter finns listade i Catalogue of Life.